# 점성술의 센타우루스 소행성
센타우루스군은 지난 사반세기부터 발견되어 오고 있는 토성 바깥 천체들이며, 그 중 점성술에 새로이 추가된 것들도 있다. 그것들은 소행성보다 훨씬 더 멀리 있기 때문에, 태양을 공전하는데 시간이 더 오래 걸린다.
그것들은 불규칙하고 안정되지 않은 궤도를 갖고 있으며, 현재까지 알려진 것은 50개가 넘는다. 천문학자들에 따르면, 그것들은 수 천개에서 수 십만개에 달하는 소행성들과 해왕성 외곽 천체들보다 더 진귀하다.
그것들은 모두 네 개의 가장 큰 소행성인 세레스(현재 왜행성이기도 함)와 팔라스, 베스타 그리고 히기에이아 보다 작다. 몇 개는 대기를 갖고 있는 것으로 여겨지는데, 왜냐하면, 그것들이 태양에 근접했을 때, 때때로 혜성처럼 꼬리를 형성하기 때문이다.
신화적으로 켄타우로스들은 미숙하고 무지하며 사려부족하다. 그러한 이유로, 많은 점성술 공동체는 그것들에게 오늘날 행성으로 여겨지는 천체들 특히 지구를 제외하고 인류에게 가장 멀리 알려진 다섯 행성인 수성과 금성, 화성, 목성 그리고 토성 보다 낮은 위계를 부여한다. 그러나, 많은 점성가들이 센타우루스들이 점성학적으로 주요한 중요성이 있다고 여기며, 그것들 중에서 하나 이상에 황도대 별자리의 주인지위를 부여한다.

## 센타우루스군 목록
아래는 센타우루스군들과 그것들의 점성학적 의미에 대한 해석이다.

### 케이론
키론은 (1977년에) 발견된 최초의 센타우루스군이다. 그후로 15년 동안 그 다음 것이 발견되지 않았다. 키론의 이름은 그리스 신화의 케이론에서 따왔다. 신화적으로 케이론은 최상급의 켄타우로스였다. 그는 다른 대부분의 켄타우로스들보다 더 유식했고, 훨씬 더 친절하기도 했다. (그는 다른 켄타우로스들과는 다른 생물학적 혈통을 갖고 있었다.) 대부분의 켄타우로스들이 야만적인 전사들이었음에 반해, 케이론은 교사이자 의사였다. 케이론이 자신의 불사를 희생하여, 인류가 불을 얻게 되었고, 프로메테우스는 매일마다 독수리들에게 간을 쪼아먹히는 벌에서 해방될 수 있었다.
키론은 일반적으로 "상처입은 치유자"로 불리며, 그러함으로부터 몇몇 점성가들이 그것을 (건강의 별자리인) 처녀자리의 주인행성으로 여기는 이유가 설명된다.
전통적인 점성가들의 천궁도 해석에 따르면, 키론은 다른 사람들을 도울 수 있는 지혜와 경험 그리고 능력이 될 수 있는 끊임 없는 부담과 고통을 나타낸다고 한다. 키론의 통과는 대인관계와 단체에 도움이 될 수 있는 것을 부여한다. 왜냐하면, 키론은 토성(경험)의 궤도를 교차하고, 목성(교육)의 궤도 안에서와 천왕성(변화)의 궤도 안에서 오래 머물기 때문이다.

### 폴루스
폴루스 (⯛)는 두 번째로 발견된 센타우루스군이며, 그것의 발견으로 인해 "센타우루스군"의 분류가 만들어졌다. 폴로스도 지적인 켄타우로스였는데, 헤라클레스의 화살에 감단하던 중, 우연히 그것이 자신의 다리에 박혔고, 그러므로 죽음을 맞이했다. 그래서 폴로스는 "작은 원인이 큰 사건으로 번진다."라고 표현된다.

### 네소스
네수스 (⯜)

### 힐로노메
힐로노메

### 아소볼로스
아소볼루스

### 카리클로
카리클로

### 펠리온
펠리온

### 오키로에
오키로에

### 킬라로스
킬라루스

### 엘라토스
()
엘라투스

### 에케클루스
에케클루스

### 비에노르
비에노르

### 테레우스
테레우스

### 아미쿠스
아미쿠스

### 크란토르
크란토르

## 같이 보기
- 점성술의 행성
- 점성술의 소행성
- 점성술의 항성